# Vrille (aviation)
Pour les articles homonymes, voir vrille.

Trajectoire d'un avion effectuant une vrille.

La vrille est la trajectoire complexe d'un avion qui descend en tournant sur lui-même. Quand cette trajectoire est voulue, elle est une figure de voltige aérienne. En langage populaire, l'avion descend « en feuille morte ».

## Aérodynamique
Techniquement, la vrille est un décrochage dissymétrique entretenu :
- L'avion descend quasiment à la verticale,
- Il tourne sur lui-même (en autorotation), un tour prenant de 2 à 5 secondes (pour un avion léger),
- L'assiette est variable, de plate à piquée (de −10 à −70 degrés),
- Il subit également un dérapage latéral et des oscillations en roulis.

La vrille fait subir au pilote des rotations importantes (désorientation, fatigue). De plus les vrilles dégénèrent en général en « graveyard spirals » (virages engagés), qui sont l'objet d'accélérations importantes. Celles-ci peuvent être fatales à l'aéronef (d'où le nom anglo-saxon de « spirales du cimetière »).

## Mise en vrille
Lorsque l'avion descend sous la vitesse qui lui apporte une sustentation minimale, il « décroche » : il pique (rotation en tangage) et s'enfonce (translation verticale) de manière plus ou moins contrôlable.
Si à ce moment-là il y a dissymétrie (attaque oblique), obtenue par braquage de la commande de direction ou involontairement, l'avion peut partir en vrille : il tourne de manière plus ou moins ordonnée autour de son axe de lacet (l'axe vertical qui passe par le centre de gravité de l'avion).

## Facteurs influant sur la vrille
Les caractéristiques favorisant le déclenchement de la vrille sont nombreuses :
- Effets des masses :
  - Centrage arrière ;
  - Moment d'inertie en lacet (masses en bouts d'aile) qui entretiennent la rotation.
- Effets aérodynamiques :
  - Formes arrières du fuselage influant sur l'alimentation en air des empennages aux grands angles d'assiette et de dérapage ;
  - Dimension des empennages ;
  - Types d'empennages, notamment position de la dérive par rapport au sillage décroché de l'empennage horizontal ;
  - Souffle de l'hélice.

## Sortie de vrille
La sortie d'une vrille est généralement provoquée par le braquage de la gouverne de direction dans le sens opposé à la rotation. Elle peut être agrémentée selon les avions d'une action à piquer et d'une action sur la commande des gaz. Chaque vrille sur un même avion est différente et chaque avion a ses caractéristiques propres, il est donc difficile de généraliser. Mais l'action sur le palonnier est une constante[réf. nécessaire].

## Vrille en voltige
En voltige aérienne, les vrilles sont des figures classiques. Elles peuvent être au départ en vol ventre ou vol dos. Une vrille voltige comporte un nombre de tours qui est un multiple de 90 degrés (exemple : « 1 tour 1/4 »). Le départ de la vrille doit être un décrochage franc, suivi d'une mise en vrille par braquage de la gouverne de direction. La sortie de vrille doit être en trajectoire verticale (ce qui n'est pas naturel selon les rotations). La vrille dos ne fait partie du catalogue de voltige du débutant qu'à but éducatif. Mais elle fait partie du catalogue obligatoire pour le niveau avancé. En voltige de compétition, le nombre de tours et de quarts de tours de vrille sont exigibles en fonction de la catégorie de compétiteur.